# SS Hel
SS Hel – polski drobnicowiec, jeden z dwóch bliźniaczych parowców zbudowanych dla armatora Żegluga Polska w roku 1935 w Wielkiej Brytanii (drugim był SS „Puck”). 
Zwodowany 22 marca 1935, przybył po raz pierwszy do Gdyni 23 kwietnia 1935. Pływał początkowo do portów Europy Zachodniej, a od lutego 1939 roku na linii śródziemnomorskiej do Włoch. W czasie II wojny światowej w konwojach.
Po wojnie wrócił 12 marca 1946 do Polski do służby w Żegludze Polskiej. W 1950 roku, w związku z likwidacją Żeglugi Polskiej, przejęty przez Polskie Linie Oceaniczne. Ostatni rejs odbył w 1962 roku. Po opuszczeniu bandery był wykorzystywany jako magazyn portowy MP-Gdy-3. W 1982 roku złomowany.
W 1953 roku Marynarka Wojenna rozważała przejęcie statku i jego przebudowę na stawiacz min, przenoszący około 170 min w komorach minowych. Projekt przebudowy opracowano w styczniu 1954, lecz na skutek odprężenia w stosunkach międzynarodowych, z przejęcia statku i przebudowy zrezygnowano.